# 20564 Майклоейн
20564 Майклоейн (20564 Michaellane) — астероїд головного поясу, відкритий 9 вересня 1999 року.
Тіссеранів параметр щодо Юпітера — 3,375.